# Miropotes boothis
Miropotes boothis är en stekelart som beskrevs av Austin 1990. Miropotes boothis ingår i släktet Miropotes och familjen bracksteklar. Inga underarter finns listade i Catalogue of Life.